# دانشگاه شفیلد
دانشگاه شفیلد (به انگلیسی: University of Sheffield) یک دانشگاه تحقیقاتی دولتی در شفیلد واقع در یورکشر جنوبی انگلستان است که در سال ۱۹۰۵ میلادی بنیان‌نهاده شده‌است.
دانشگاه شفیلد دارای چند پردیس است که بیشتر آنها در دو منطقه Western Bank and the St George's قرار دارند. این دانشگاه از ۶ دانشکده تشکیل شده است و در سال ۲۰۱۹ تعداد دانشجویانش ۲۶٬۴۲۹ می‌باشد که از این میان ۷۲ درصد آن دانشجوی کارشناسی و ۲۸ درصد آن دانشجویان کارشناسی ارشد تشکیل می‌دهند. دانشگاه شفیلد با توجه به رتبه‌بندی دانشگاه‌های جهان در سال ۲۰۱۹ که توسط مؤسسه QS صورت گرفته است در رتبه ۷۵ دانشگاه‌های برتر جهان قرار دارد و ۱۳اُمین دانشگاه برتر انگلستان شناخته می‌شود و در رتبه‌بندی مؤسسه تایمز این دانشگاه در رتبه ۱۰۶ برترین دانشگاه‌های دنیا قرار گرفته است. تایمز این دانشگاه را در رده چهاردهم انگلستان قرار داده و ویرجین این دانشگاه را به صورت «دانشگاهی برتر برای همه» توصیف کرده است.

## دانشکده‌ها
دانشگاه شفیلد دارای ۶ دانشکده می‌باشد:
- دانشکده هنر و علوم انسانی
- دانشکده مهندسی
- دانشکده پزشکی، دندانپزشکی و بهداشت
- دانشکده علوم پایه
- دانشکده علوم اجتماعی
- دانشکده بین‌المللی، سیتی کالج، تسالونیکی